# Dipartimento di Cachi
Cachi è un dipartimento argentino, situato nella parte centro-occidentale della provincia di Salta, con capoluogo Cachi.
Esso confina a nord con il dipartimento di La Poma, a est con di dipartimenti di Rosario de Lerma e Chicoana; a sud con i dipartimenti di San Carlos e Molinos; e a ovest con quello di Los Andes.
Secondo il censimento del 2010, su un territorio di 2.925 km², la popolazione ammontava a 7.315 abitanti, con un aumento demografico dello 0,5% rispetto al censimento del 2001.
Il dipartimento, nel 2001, era suddiviso in 2 comuni (municipios):
- Cachi
- Payogasta